# Municipio de Salo
El municipio de Salo (en inglés: Salo Township) es un municipio ubicado en el condado de Aitkin en el estado estadounidense de Minnesota. En el año 2010 tenía una población de 102 habitantes y una densidad poblacional de 1,11 personas por km².

## Geografía
El municipio de Salo se encuentra ubicado en las coordenadas 46°33′42″N 93°6′30″O / 46.56167, -93.10833. Según la Oficina del Censo de los Estados Unidos, el municipio tiene una superficie total de 92.2 km², de la cual 91,88 km² corresponden a tierra firme y (0,35 %) 0,32 km² es agua.

## Demografía
Según el censo de 2010, había 102 personas residiendo en el municipio de Salo. La densidad de población era de 1,11 hab./km². De los 102 habitantes, el municipio de Salo estaba compuesto por el 100 % blancos. Del total de la población el 0,98 % eran hispanos o latinos de cualquier raza.